# Maxima (DC Comics)
Maxima è un personaggio dei fumetti statunitensi pubblicati da DC Comics. Creata da Roger Stern e George Pérez, la sua prima apparizione è in Action Comics n. 645 del settembre 1989.

## Personaggio
Maxima è la regina del pianeta Almerac, che un giorno decide di recarsi sulla Terra per cercare il suo futuro marito; convinta di averlo trovato in Superman cerca di convincerlo a diventare suo sposo, ma al suo rifiuto lei scatena la sua furia su Metropolis (venendo però fermata dal kryptoniano).
Successivamente Maxima si è recata spesso sulla Terra, entrando a far parte anche di gruppi come la Justice League of America e Extreme Justice ed aiutando Superman contro Brainiac.
Maxima aiuterà Flash per proteggere Central City dai due potenti metaumani: Girder e Magenta.
Maxima successivamente aiutò Wonder Woman e la guerriera Big Barda a salvare Wonder Girl dalle Furie del potente e crudele Darkseid.

## Poteri e abilità
Maxima può volare, assorbire varie forme d'energia, usarle per emettere raggi fotonici oppure deviarle, inoltre assorbendo energia può incrementare la sua forza. A livelli normali può sollevare fino a 70 tonnellate di peso e volare ad una velocità massima di Mach-3. Assorbendo nuova energia, può arrivare a sollevare più di 100 tonnellate.
Può contare su diversi poteri psionici, telepatici, telecinetici, oltre che su pirocinesi, manipolazione di materia, energia, forme di vita, tempo e spazio, linee temporali future o passate. Durante le sue prime apparizioni, manifestò unicamente i suoi poteri telecinetici, mentre quelli telepatici comparvero solo successivamente.
Maxima è anche un'eccezionale combattente ed è esperta nel combattimento corpo a corpo.

## Altri media

### Le avventure di Superman
Maxima è apparsa nella serie Le avventure di Superman doppiata nella versione originale da Sharon Lawrence: nell'episodio Warrior Queen la regina almeraciana decide che Superman è l'uomo adatto per diventare suo sposo e cerca con la forza di convincerlo a sposarla, andando sulla Terra e portandolo su Almerac. Sul suo pianeta natale scopre però di essere stata destituita, e solo con l'aiuto del kryptoniano riesce a riprendersi il trono; per sdebitarsi con Superman gli concede di tornare sulla Terra, ma subito dopo fa irruzione nel suo palazzo il mercenario Lobo, alla vista del quale Maxima appare affascinata (si intuisce che la sua prossima scelta come compagno sia proprio lo czarniano).

### Smallville
Maxima appare inoltre nell'ottava stagione del telefilm Smallville, interpretata da Charlotte Sullivan. Nel quarto episodio (intitolato La mantide del bacio) Maxima arriva sulla Terra attirata da un messaggio inviato per sbaglio da un cristallo kryptoniano: la regina di Almerac è alla ricerca della sua anima gemella, che potrebbe essere l'ultimo figlio di Krypton, ma non sapendo che aspetto abbia si lascia dietro una scia di morte. Il suo bacio sprigiona infatti una serie di ormoni letali per gli esseri umani. Viene fermata da Clark, che resiste a fatica al fascino della bella aliena e la rispedisce sul suo pianeta.

### Supergirl
Il personaggio appare nella serie televisiva Supergirl, interpretata da Eve Torres. È una criminale aliena detenuta al DEO.